# Little League World Series 2011/Qualifikation
Die Qualifikation zu den Little League World Series 2011 fanden zwischen Juni und August 2011 statt. (→ Ergebnisse)
Die Little League Baseball World Series sind das größte Sportturnier im Baseball für unter 12-jährige Knaben aus der ganzen Welt. Die Qualifikation wird aufgeteilt in acht Regionen in den Vereinigten Staaten und acht internationalen Regionen ausgetragen.

## Vereinigte Staaten

### Große Seen
Das Turnier fand vom 5. bis 13. August 2011 in Indianapolis statt.

#### Vorrunde
| Platz | Stadt              | Mannschaft         | W-L |
| ----- | ------------------ | ------------------ | --- |
| 1.    | Evansville         | Golfmoor           | 4–0 |
| 2.    | La Grange          | North Oldham       | 3–1 |
| 3.    | Grosse Pointe Park | Grosse Pointe Park | 2–2 |
| 4.    | Hamilton           | West Side          | 2–2 |
| 5.    | Burlington         | Burlington         | 1–3 |
| 6.    | Rock Falls         | Rock Falls         | 0–4 |

| Datum     | Zeit  | Stadion        | Begegnung | Begegnung | Begegnung | Ergebnis |
| --------- | ----- | -------------- | --------- | --------- | --------- | -------- |
| 5. August | 10:00 | Ferguson Field | Wisconsin | –         | Michigan  | 7:1      |
| 5. August | 13:00 | Ferguson Field | Ohio      | –         | Illinois  | 6:0      |
| 5. August | 19:30 | Stokely Field  | Indiana   | –         | Kentucky  | 4:3      |
| 6. August | 14:00 | Ferguson Field | Kentucky  | –         | Ohio      | 14:7     |
| 6. August | 16:00 | Stokely Field  | Indiana   | –         | Wisconsin | 5:4      |
| 6. August | 19:00 | Stokely Field  | Michigan  | –         | Illinois  | 8:2      |
| 7. August | 14:00 | Ferguson Field | Illinois  | –         | Kentucky  | 1:11 (5) |
| 7. August | 16:00 | Stokely Field  | Michigan  | –         | Indiana   | 0:22 (4) |
| 7. August | 19:00 | Stokely Field  | Ohio      | –         | Wisconsin | 9:7      |
| 8. August | 11:00 | Ferguson Field | Indiana   | –         | Illinois  | 3:0      |
| 8. August | 13:00 | Stokely Field  | Ohio      | –         | Michigan  | 6:7 (7)  |
| 8. August | 14:00 | Ferguson Field | Kentucky  | –         | Wisconsin | 10:0 (5) |

#### Playoff
|  | Halbfinale | Halbfinale |            |        | Finale     | Finale     |
|  |            |            |            |        |            |            |
|  | 10. August |            |            |        |            |            |
|  | 3 Michigan | 0          |            |        |            |            |
|  | 2 Kentucky | 8          |            |        | 13. August | 13. August |
|  |            |            | 2 Kentucky | 3      |            |            |
|  | 10. August | 10. August |            | 4 Ohio | 0          |            |
|  | 4 Ohio     | 4          |            |        |            |            |
|  | 1 Indiana  | 3          |            |        |            |            |
|  |            |            |            |        |            |            |

### Mittelatlantik
Das Turnier fand vom 5. bis 14. August 2011 in Bristol, Connecticut statt.

#### Vorrunde
| Platz | Stadt            | Mannschaft           | W-L |
| ----- | ---------------- | -------------------- | --- |
| 1.    | Clinton County   | Keystone             | 4–0 |
| 2.    | Newark           | Newark National      | 4–0 |
| 3.    | Paramus          | Paramus              | 2–2 |
| 4.    | Staten Island    | Great Kills American | 1–3 |
| 5.    | Williamsport     | Conocoheague         | 1–3 |
| 6.    | Washington, D.C. | Northwest Washington | 0–4 |

| Datum       | Zeit  | Stadion             | Begegnung    | Begegnung | Begegnung            | Ergebnis |
| ----------- | ----- | ------------------- | ------------ | --------- | -------------------- | -------- |
| 5. August   | 11:00 | Leon J. Breen Field | Delaware     | –         | District of Columbia | 16:2 (5) |
| 5. August   | 17:00 | Leon J. Breen Field | New York     | –         | Maryland             | 7:3      |
| 6. August   | 11:00 | Leon J. Breen Field | Delaware     | –         | Maryland             | 7:1      |
| 6. August   | 17:00 | Leon J. Breen Field | New Jersey   | –         | Pennsylvania         | 4:8      |
| 7. August   | 14:00 | Leon J. Breen Field | New Jersey   | –         | District of Columbia | 13:5     |
| 7. August   | 20:00 | Leon J. Breen Field | New York     | –         | Pennsylvania         | 3:5      |
| 8. August   | 11:00 | Leon J. Breen Field | Maryland     | –         | District of Columbia | 17:9     |
| 8. August   | 17:00 | Leon J. Breen Field | Delaware     | –         | New York             | 12:11    |
| 10. August  | 16:00 | Leon J. Breen Field | Pennsylvania | –         | District of Columbia | 17:0 (5) |
| 10. August  | 19:00 | Leon J. Breen Field | New York     | –         | New Jersey           | 2:6      |
| 11. August1 | 09:00 | Leon J. Breen Field | Pennsylvania | –         | Maryland             | 10:3     |
| 11. August1 | 11:00 | Leon J. Breen Field | Delaware     | –         | New Jersey           | 2:1      |

1 Die Spiele vom 9.8. wurden auf den 11.8. verschoben.

#### Playoff
|  | Halbfinale     | Halbfinale |              |                | Finale     | Finale     |
|  |                |            |              |                |            |            |
|  | 12. August     |            |              |                |            |            |
|  | 2 Delaware     | 1          |              |                |            |            |
|  | 3 New Jersey   | 2          |              |                | 14. August | 14. August |
|  |                |            | 3 New Jersey | 2              |            |            |
|  | 12. August     | 12. August |              | 1 Pennsylvania | 5          |            |
|  | 4 New York     | 0          |              |                |            |            |
|  | 1 Pennsylvania | 3          |              |                |            |            |
|  |                |            |              |                |            |            |

### Mittlerer Westen
Das Turnier fand vom 6. bis 13. August 2011 in Indianapolis statt. South Dakota vertritt sowohl North wie auch South Dakota.

#### Vorrunde
| Platz | Stadt        | Mannschaft            | W-L |
| ----- | ------------ | --------------------- | --- |
| 1.    | Rapid City   | Harney                | 3–1 |
| 2.    | Des Moines   | Grandview             | 3–1 |
| 3.    | Kearney      | Kearney               | 2–2 |
| 4.    | Webb City    | Webb City             | 2–2 |
| 5.    | Circle Pines | Centennial Lakes West | 2–2 |
| 6.    | Cherokee     | Community             | 0–4 |

| Datum       | Zeit  | Stadion        | Begegnung    | Begegnung | Begegnung    | Ergebnis |
| ----------- | ----- | -------------- | ------------ | --------- | ------------ | -------- |
| 6. August   | 11:00 | Ferguson Field | Missouri     | –         | Iowa         | 0:1      |
| 6. August   | 13:00 | Stokely Field  | Minnesota    | –         | Nebraska     | 3:0      |
| 6. August   | 17:00 | Ferguson Field | Kansas       | –         | South Dakota | 1:15 (4) |
| 7. August   | 11:00 | Ferguson Field | Nebraska     | –         | South Dakota | 2:3      |
| 7. August   | 13:00 | Stokely Field  | Iowa         | –         | Minnesota    | 3:1 (8)  |
| 7. August   | 17:00 | Ferguson Field | Kansas       | –         | Missouri     | 2:12 (4) |
| 9. August   | 11:00 | Ferguson Field | Iowa         | –         | South Dakota | 6:7      |
| 9. August   | 14:00 | Ferguson Field | Kansas       | –         | Nebraska     | 1:4      |
| 9. August   | 17:00 | Ferguson Field | Missouri     | –         | Minnesota    | 11:10    |
| 10. August1 | 10:00 | Ferguson Field | Iowa         | –         | Kansas       | 21:3 (4) |
| 10. August1 | 13:00 | Ferguson Field | South Dakota | –         | Minnesota    | 8:12     |
| 10. August1 | 16:00 | Ferguson Field | Missouri     | –         | Nebraska     | 0:4      |

1 Die Spiele vom 8.8. wurden auf den 10.8. verschoben.

#### Playoff
|  | Halbfinale     | Halbfinale |            |                | Finale     | Finale     |
|  |                |            |            |                |            |            |
|  | 11. August     |            |            |                |            |            |
|  | 2 Iowa         | 1          |            |                |            |            |
|  | 3 Nebraska     | 5          |            |                | 13. August | 13. August |
|  |                |            | 3 Nebraska | 2              |            |            |
|  | 11. August     | 11. August |            | 1 South Dakota | 4          |            |
|  | 1 South Dakota | 7          |            |                |            |            |
|  | 4 Missouri     | 2          |            |                |            |            |
|  |                |            |            |                |            |            |

### Neuengland
Das Turnier fand vom 5. bis 13. August 2011 in Bristol, Connecticut statt.

#### Vorrunde
| Platz | Stadt      | Mannschaft          | W-L |
| ----- | ---------- | ------------------- | --- |
| 1.    | Goffstown  | Goffstown           | 4–0 |
| 2.    | Fairfield  | Fairfield American  | 3–1 |
| 3.    | Cumberland | Cumberland American | 2–2 |
| 4.    | Andover    | Andover National LL | 2–2 |
| 5.    | Yarmouth   | Yarmouth            | 1–3 |
| 6.    | Barre      | Barre Community     | 0–4 |

| Datum      | Zeit  | Stadion             | Begegnung     | Begegnung | Begegnung     | Ergebnis |
| ---------- | ----- | ------------------- | ------------- | --------- | ------------- | -------- |
| 5. August  | 14:00 | Leon J. Breen Field | Maine         | –         | New Hampshire | 2:5      |
| 5. August  | 20:15 | Leon J. Breen Field | Vermont       | –         | Connecticut   | 0:17 (4) |
| 6. August  | 14:00 | Leon J. Breen Field | Massachusetts | –         | Rhode Island  | 3:5      |
| 7. August  | 11:00 | Leon J. Breen Field | Vermont       | –         | Maine         | 1:9      |
| 7. August  | 17:00 | Leon J. Breen Field | New Hampshire | –         | Connecticut   | 9:7      |
| 8. August  | 14:00 | Leon J. Breen Field | Massachusetts | –         | Vermont       | 17:1 (4) |
| 8. August1 | 16:00 | Leon J. Breen Field | Connecticut   | –         | Maine         | 10:1     |
| 8. August  | 20:00 | Leon J. Breen Field | Rhode Island  | –         | New Hampshire | 0:8      |
| 9. August  | 10:00 | Leon J. Breen Field | Massachusetts | –         | Maine         | 5:3      |
| 9. August  | 13:00 | Leon J. Breen Field | Rhode Island  | –         | Connecticut   | 0:3      |
| 10. August | 10:00 | Leon J. Breen Field | Rhode Island  | –         | Vermont       | 12:4     |
| 10. August | 13:00 | Leon J. Breen Field | Massachusetts | –         | New Hampshire | 2:5      |

1 Das Spiel Connecticut gegen Maine wurde vom 6.8. auf den 8.8. verschoben.

#### Playoff
|  | Halbfinale      | Halbfinale |                |                 | Finale     | Finale     |
|  |                 |            |                |                 |            |            |
|  | 11. August      |            |                |                 |            |            |
|  | 3 Rhode Island  | 8          |                |                 |            |            |
|  | 2 Connecticut   | 7          |                |                 | 13. August | 13. August |
|  |                 |            | 3 Rhode Island | 13              |            |            |
|  | 11. August      | 11. August |                | 4 Massachusetts | 7          |            |
|  | 4 Massachusetts | 9          |                |                 |            |            |
|  | 1 New Hampshire | 4          |                |                 |            |            |
|  |                 |            |                |                 |            |            |

### Nordwest
Das Turnier fand vom 5. bis 13. August 2011 in San Bernardino, Kalifornien statt.

#### Vorrunde
| Platz | Stadt     | Mannschaft      | W-L |
| ----- | --------- | --------------- | --- |
| 1.    | Bothell   | North Bothell   | 4–0 |
| 2.    | Billings  | Big Sky         | 3–1 |
| 3.    | Lewiston  | Lewiston        | 2–2 |
| 4.    | Bend      | Bend South      | 2–2 |
| 5.    | Laramie   | Laramie         | 1–3 |
| 6.    | Anchorage | Abbott-O-Rabbit | 0–4 |

| Datum      | Zeit  | Stadion             | Begegnung  | Begegnung | Begegnung  | Ergebnis |
| ---------- | ----- | ------------------- | ---------- | --------- | ---------- | -------- |
| 5. August  | 09:30 | Al Houghton Stadium | Washington | –         | Alaska     | 14:9     |
| 5. August  | 12:30 | Al Houghton Stadium | Wyoming    | –         | Montana    | 1:10     |
| 5. August  | 16:00 | Al Houghton Stadium | Idaho      | –         | Oregon     | 9:6      |
| 6. August  | 09:30 | Al Houghton Stadium | Montana    | –         | Oregon     | 6:10     |
| 7. August  | 11:00 | Al Houghton Stadium | Alaska     | –         | Wyoming    | 6:12     |
| 7. August  | 17:00 | Al Houghton Stadium | Washington | –         | Idaho      | 11:5     |
| 8. August  | 09:30 | Al Houghton Stadium | Alaska     | –         | Montana    | 4:5      |
| 8. August  | 19:30 | Al Houghton Stadium | Oregon     | –         | Washington | 4:9      |
| 9. August  | 12:30 | Al Houghton Stadium | Washington | –         | Wyoming    | 13:1 (4) |
| 9. August  | 19:30 | Al Houghton Stadium | Alaska     | –         | Idaho      | 0:10 (5) |
| 10. August | 09:30 | Al Houghton Stadium | Oregon     | –         | Wyoming    | 14:0 (4) |
| 10. August | 12:30 | Al Houghton Stadium | Montana    | –         | Idaho      | 9:5      |

#### Playoff
|  | Halbfinale   | Halbfinale |           |          | Finale     | Finale     |
|  |              |            |           |          |            |            |
|  | 11. August   |            |           |          |            |            |
|  | 3 Idaho      | 2          |           |          |            |            |
|  | 2 Montana    | 6          |           |          | 13. August | 13. August |
|  |              |            | 2 Montana | 7        |            |            |
|  | 11. August   | 11. August |           | 4 Oregon | 1          |            |
|  | 4 Oregon     | 4          |           |          |            |            |
|  | 1 Washington | 3          |           |          |            |            |
|  |              |            |           |          |            |            |

### Südost
Das Turnier fand vom 5. bis 12. August 2011 in Warner Robins, Georgia statt.

#### Vorrunde

##### Gruppe A
| Platz | Stadt    | Mannschaft      | W-L |
| ----- | -------- | --------------- | --- |
| 1.    | Tampa    | New Tampa       | 3–0 |
| 2.    | Fairmont | Fairmont        | 2–1 |
| 3.    | Reston   | Reston National | 1–2 |
| 4.    | Irmo     | Irmo            | 0–3 |

| Datum     | Zeit  | Stadion                      | Begegnung      | Begegnung | Begegnung     | Ergebnis |
| --------- | ----- | ---------------------------- | -------------- | --------- | ------------- | -------- |
| 5. August | 10:00 | Little League Southeast Park | Florida        | –         | West Virginia | 5:2      |
| 5. August | 19:00 | Little League Southeast Park | South Carolina | –         | Virginia      | 0:2      |
| 6. August | 13:00 | Little League Southeast Park | Florida        | –         | Virginia      | 14:1     |
| 6. August | 16:00 | Little League Southeast Park | South Carolina | –         | West Virginia | 6:8      |
| 8. August | 10:00 | Little League Southeast Park | South Carolina | –         | Florida       | 4:5      |
| 8. August | 16:00 | Little League Southeast Park | West Virginia  | –         | Virginia      | 11:3     |

##### Gruppe B
| Platz | Stadt          | Mannschaft             | W-L |
| ----- | -------------- | ---------------------- | --- |
| 1.    | Warner Robins  | Warner Robins American | 3–0 |
| 2.    | Huntsville     | Mobile Westside        | 2–1 |
| 3.    | Greenville     | Tar Heel               | 1–2 |
| 4.    | Goodlettsville | Goodlettsville         | 0–3 |

| Datum     | Zeit  | Stadion                      | Begegnung | Begegnung | Begegnung      | Ergebnis |
| --------- | ----- | ---------------------------- | --------- | --------- | -------------- | -------- |
| 5. August | 13:00 | Little League Southeast Park | Georgia   | –         | Tennessee      | 7:3      |
| 5. August | 16:00 | Little League Southeast Park | Alabama   | –         | North Carolina | 14:11    |
| 6. August | 10:00 | Little League Southeast Park | Georgia   | –         | Alabama        | 7:6      |
| 6. August | 19:00 | Little League Southeast Park | Tennessee | –         | North Carolina | 3:5      |
| 8. August | 13:00 | Little League Southeast Park | Alabama   | –         | Tennessee      | 4:2      |
| 8. August | 19:00 | Little League Southeast Park | Georgia   | –         | North Carolina | 5:3      |

#### Trost-Spiele
Die Trostspiele (engl.: Consolation game) wurden zwischen den dritt- und viertplatzierten Mannschaften gespielt.
| Datum     | Zeit  | Stadion                      | Begegnung         | Begegnung | Begegnung         | Ergebnis |
| --------- | ----- | ---------------------------- | ----------------- | --------- | ----------------- | -------- |
| 9. August | 10:00 | Little League Southeast Park | A4 South Carolina | –         | B3 North Carolina | 9:10     |
| 9. August | 13:00 | Little League Southeast Park | B4 Tennessee      | –         | A3 Virginia       | 13:0     |

#### Playoff
|  | Halbfinale       | Halbfinale |            |            | Finale     | Finale     |
|  |                  |            |            |            |            |            |
|  | 10. August       |            |            |            |            |            |
|  | B1 Georgia       | 7          |            |            |            |            |
|  | A2 West Virginia | 0          |            |            | 12. August | 12. August |
|  |                  |            | B1 Georgia | 4          |            |            |
|  | 10. August       | 10. August |            | A1 Florida | 2          |            |
|  | A1 Florida       | 12         |            |            |            |            |
|  | B2 Alabama       | 6          |            |            |            |            |
|  |                  |            |            |            |            |            |

### Südwest
Das Turnier fand vom 5. bis 11. August 2011 in Waco, Texas statt. Die Mannschaft aus Pearland repräsentierte Osttexas, Midland vertrat Westtexas.

#### Vorrunde

##### Gruppe A
| Platz | Stadt      | Mannschaft         | W-L |
| ----- | ---------- | ------------------ | --- |
| 1.    | Lafayette  | Lafayette          | 3–0 |
| 2.    | Pearland   | Pearland Maroon LL | 2–1 |
| 3.    | Midland    | North Midland      | 1–2 |
| 4.    | White Hall | White Hall         | 0–3 |

| Datum     | Zeit  | Stadion          | Begegnung | Begegnung | Begegnung | Ergebnis  |
| --------- | ----- | ---------------- | --------- | --------- | --------- | --------- |
| 5. August | 14:30 | Norcross Stadium | Osttexas  | –         | Arkansas  | 8:7 (7)   |
| 5. August | 18:00 | Norcross Stadium | Westtexas | –         | Louisiana | 11:12 (8) |
| 6. August | 14:30 | Norcross Stadium | Osttexas  | –         | Westtexas | 9:6       |
| 6. August | 18:00 | Norcross Stadium | Arkansas  | –         | Louisiana | 3:13 (5)  |
| 7. August | 20:30 | Norcross Stadium | Westtexas | –         | Arkansas  | 10:9      |
| 8. August | 20:30 | Norcross Stadium | Osttexas  | –         | Louisiana | 9:11      |

##### Gruppe B
| Platz | Stadt         | Mannschaft       | W-L |
| ----- | ------------- | ---------------- | --- |
| 1.    | Boulder       | North Boulder    | 3–0 |
| 2.    | Albuquerque   | Altamont         | 2–1 |
| 3.    | Ocean Springs | Ocean Springs    | 1–2 |
| 4.    | Krebs         | Pittsburg County | 0–3 |

| Datum     | Zeit  | Stadion          | Begegnung   | Begegnung | Begegnung   | Ergebnis |
| --------- | ----- | ---------------- | ----------- | --------- | ----------- | -------- |
| 5. August | 20:30 | Norcross Stadium | Colorado    | –         | New Mexico  | 7:6      |
| 6. August | 20:30 | Norcross Stadium | Oklahoma    | –         | Mississippi | 0:11 (5) |
| 7. August | 14:30 | Norcross Stadium | New Mexico  | –         | Oklahoma    | 16:3 (5) |
| 7. August | 18:00 | Norcross Stadium | Mississippi | –         | Colorado    | 5:9      |
| 8. August | 14:30 | Norcross Stadium | Mississippi | –         | New Mexico  | 6:7      |
| 8. August | 18:00 | Norcross Stadium | Oklahoma    | –         | Colorado    | 3:13 (5) |

#### Playoff
|  | Halbfinale    | Halbfinale |                  |             | Finale     | Finale     |
|  |               |            |                  |             |            |            |
|  | 9. August     |            |                  |             |            |            |
|  | B2 New Mexico | 6          |                  |             |            |            |
|  | A1 Louisiana  | 14         |                  |             | 11. August | 11. August |
|  |               |            | A1 Louisiana (7) | 8           |            |            |
|  | 9. August     | 9. August  |                  | A2 Osttexas | 7          |            |
|  | A2 Osttexas   | 5          |                  |             |            |            |
|  | B1 Colorado   | 4          |                  |             |            |            |
|  |               |            |                  |             |            |            |

### West
Das Turnier fand vom 5. bis 13. August 2011 in San Bernardino, Kalifornien statt. Die Mannschaft aus Red Bluff repräsentierte Nordkalifornien, Huntington Beach vertrat Südkalifornien.

#### Vorrunde
| Platz | Stadt            | Mannschaft        | W-L |
| ----- | ---------------- | ----------------- | --- |
| 1.    | Huntington Beach | Ocean View        | 4–0 |
| 2.    | Red Bluff        | Red Bluff         | 2–2 |
| 3.    | Las Vegas        | Silverado         | 2–2 |
| 4.    | Washington       | Washington        | 2–2 |
| 5.    | Rio Rico         | Rio Rico          | 1–3 |
| 6.    | Wailuku          | Central East Maui | 1–3 |

| Datum      | Zeit  | Stadion             | Begegnung      | Begegnung | Begegnung       | Ergebnis |
| ---------- | ----- | ------------------- | -------------- | --------- | --------------- | -------- |
| 5. August  | 20:00 | Al Houghton Stadium | Utah           | –         | Arizona         | 5:2      |
| 6. August  | 12:30 | Al Houghton Stadium | Nevada         | –         | Utah            | 8:3      |
| 6. August  | 16:30 | Al Houghton Stadium | Arizona        | –         | Hawaii          | 3:2      |
| 6. August  | 19:30 | Al Houghton Stadium | Südkalifornien | –         | Nordkalifornien | 10:2     |
| 7. August  | 14:00 | Al Houghton Stadium | Nevada         | –         | Nordkalifornien | 0:4      |
| 7. August  | 20:00 | Al Houghton Stadium | Südkalifornien | –         | Hawaii          | 3:0      |
| 8. August  | 12:30 | Al Houghton Stadium | Utah           | –         | Hawaii          | 5:3      |
| 8. August  | 16:30 | Al Houghton Stadium | Arizona        | –         | Nevada          | 6:8      |
| 9. August  | 09:30 | Al Houghton Stadium | Südkalifornien | –         | Arizona         | 10:0 (4) |
| 9. August  | 16:30 | Al Houghton Stadium | Utah           | –         | Nordkalifornien | 1:2      |
| 10. August | 16:30 | Al Houghton Stadium | Hawaii         | –         | Nordkalifornien | 10:4     |
| 10. August | 19:30 | Al Houghton Stadium | Nevada         | –         | Südkalifornien  | 3:11     |

#### Playoff
|  | Halbfinale        | Halbfinale |                   |                  | Finale     | Finale     |
|  |                   |            |                   |                  |            |            |
|  | 12. August        |            |                   |                  |            |            |
|  | 2 Nordkalifornien | 3          |                   |                  |            |            |
|  | 3 Nevada          | 2          |                   |                  | 13. August | 13. August |
|  |                   |            | 2 Nordkalifornien | 1                |            |            |
|  | 12. August        | 12. August |                   | 1 Südkalifornien | 2          |            |
|  | 1 Südkalifornien  | 5          |                   |                  |            |            |
|  | 4 Utah            | 0          |                   |                  |            |            |
|  |                   |            |                   |                  |            |            |

## International

### Asien-Pazifik
Das Turnier fand vom 9. bis 15. Juli 2011 auf Guam statt.

#### Vorrunde

##### Gruppe A
| Platz | Stadt      | Mannschaft                  | W-L |
| ----- | ---------- | --------------------------- | --- |
| 1.    | Kaohsiung  | Ching-Tang                  | 5–0 |
| 2.    | Chiang Mai | Sanuk                       | 3–2 |
| 3.    | Singapur   | Singapore                   | 3–2 |
| 4.    | Adelaide   | Southern Adelaide Districts | 2–3 |
| 5.    | Auckland   | Bayside Westhaven           | 2–3 |
| 6.    | Jakarta    | Indonesian                  | 0–5 |

| Datum    | Zeit  | Stadion | Begegnung         | Begegnung | Begegnung         | Ergebnis |
| -------- | ----- | ------- | ----------------- | --------- | ----------------- | -------- |
| 9. Juli  | 09:00 | Field 1 | Singapur          | –         | Indonesien        | 6:0      |
| 9. Juli  | 11:30 | Field 1 | Australien        | –         | Chinesisch Taipeh | 4:9      |
| 9. Juli  | 14:00 | Field 1 | Thailand          | –         | Neuseeland        | 4:1      |
| 10. Juli | 08:30 | Field 2 | Chinesisch Taipeh | –         | Neuseeland        | 14:4     |
| 10. Juli | 11:00 | Field 2 | Indonesien        | –         | Thailand          | 3:25     |
| 10. Juli | 13:30 | Field 2 | Singapur          | –         | Australien        | 8:6      |
| 11. Juli | 08:30 | Field 1 | Australien        | –         | Thailand          | 11:4     |
| 11. Juli | 11:30 | Field 2 | Singapur          | –         | Chinesisch Taipeh | 2:20     |
| 11. Juli | 13:30 | Field 1 | Indonesien        | –         | Neuseeland        | 0:11     |
| 12. Juli | 09:00 | Field 1 | Neuseeland        | –         | Singapur          | 3:7      |
| 12. Juli | 11:30 | Field 1 | Indonesien        | –         | Australien        | 1:13     |
| 12. Juli | 13:30 | Field 2 | Chinesisch Taipeh | –         | Thailand          | 13:3     |
| 13. Juli | 08:30 | Field 1 | Chinesisch Taipeh | –         | Indonesien        | 14:0     |
| 13. Juli | 11:00 | Field 1 | Thailand          | –         | Singapur          | 11:3     |
| 13. Juli | 13:30 | Field 1 | Australien        | –         | Neuseeland        | 5:7      |

##### Gruppe B
| Platz | Stadt       | Mannschaft    | W-L |
| ----- | ----------- | ------------- | --- |
| 1.    | Südkorea    |               | 4–0 |
| 2.    | Agana       | Central       | 3–1 |
| 3.    | Saipan      | Saipan        | 1–3 |
| 4.    | Hongkong    | Hongkong      | 1–3 |
| 5.    | Makati City | Illam Central | 1–3 |

| Datum    | Zeit  | Stadion | Begegnung          | Begegnung | Begegnung          | Ergebnis |
| -------- | ----- | ------- | ------------------ | --------- | ------------------ | -------- |
| 9. Juli  | 09:30 | Field 2 | Guam               | –         | Hongkong           | 4:1      |
| 9. Juli  | 12:00 | Field 2 | Philippinen        | –         | Nördliche Marianen | 0:10     |
| 10. Juli | 09:00 | Field 1 | Hongkong           | –         | Philippinen        | 5:6      |
| 10. Juli | 11:30 | Field 1 | Nördliche Marianen | –         | Südkorea           | 0:7      |
| 11. Juli | 09:00 | Field 2 | Südkorea           | –         | Guam               | 4:2      |
| 11. Juli | 11:00 | Field 1 | Nördliche Marianen | –         | Hongkong           | 5:8      |
| 12. Juli | 08:30 | Field 2 | Hongkong           | –         | Südkorea           | 0:10     |
| 12. Juli | 11:00 | Field 2 | Guam               | –         | Philippinen        | 13:3     |
| 13. Juli | 09:00 | Field 2 | Guam               | –         | Nördliche Marianen | 8:4      |
| 13. Juli | 11:30 | Field 2 | Philippinen        | –         | Südkorea           | 0:10     |

#### Playoff
|  | Halbfinale           | Halbfinale  |             |   | Finale            | Finale            |
|  |                      |             |             |   |                   |                   |
|  | A1 Chinesisch Taipeh | 12          |             |   |                   |                   |
|  | B2 Guam              | 2           |             |   |                   |                   |
|  | 14. Juli             |             |             |   |                   |                   |
|  |                      |             | 15. Juli    |   |                   |                   |
|  | A1 Chinesisch Taipeh | 3           |             |   |                   |                   |
|  |                      | B1 Südkorea | 1           |   |                   |                   |
|  |                      |             |             |   |                   |                   |
|  | Trost-Spiel          |             |             |   |                   |                   |
|  | 14. Juli             | 14. Juli    | B2 Guam     | - |                   |                   |
|  | A2 Thailand          | 0           | A2 Thailand | - |                   |                   |
|  | B1 Südkorea          | 10          |             |   | 15. Juli abgesagt | 15. Juli abgesagt |

### Europa
Das Turnier fand vom 22. bis 29. Juli 2011 in Kutno, Polen statt.

#### Vorrunde

##### Gruppe A
| Platz | Stadt             | Mannschaft           | W-L |
| ----- | ----------------- | -------------------- | --- |
| 1.    | Jihomoravský kraj | Jihomoravský kraj    | 5–0 |
| 2.    | Vilnius           | Vilnius              | 4–1 |
| 3.    | Kirowohrad        | Kirowohrad/Nove Celo | 2–3 |
| 4.    | Westflandern      | Westflandern         | 2–3 |
| 5.    | Tiraspol          | Kvint                | 1–4 |
| 6.    | Stockholm         | Stockholm            | 1–4 |

| Datum    | Zeit  | Stadion               | Begegnung  | Begegnung | Begegnung  | Ergebnis |
| -------- | ----- | --------------------- | ---------- | --------- | ---------- | -------- |
| 22. Juli | 10:00 | Little League Field   | Moldau     | –         | Tschechien | 1:9      |
| 22. Juli | 10:30 | Softball Field        | Schweden   | –         | Litauen    | 0:11     |
| 22. Juli | 12:30 | Little League Field   | Belgien    | –         | Ukraine    | 2:8      |
| 23. Juli | 10:00 | Edward Piszek Stadium | Litauen    | –         | Moldau     | 21:2     |
| 23. Juli | 10:30 | Little League Field   | Tschechien | –         | Ukraine    | 5:3      |
| 23. Juli | 11:00 | Softball Field        | Schweden   | –         | Belgien    | 0:17     |
| 24. Juli | 10:00 | Little League Field   | Litauen    | –         | Tschechien | 4:7      |
| 24. Juli | 13:00 | Little League Field   | Moldau     | –         | Belgien    | 2:12     |
| 24. Juli | 16:00 | Little League Field   | Schweden   | –         | Ukraine    | 0:10     |
| 25. Juli | 10:30 | Edward Piszek Stadium | Litauen    | –         | Belgien    | 7:6      |
| 25. Juli | 13:30 | Edward Piszek Stadium | Schweden   | –         | Tschechien | 3:12     |
| 25. Juli | 16:30 | Edward Piszek Stadium | Moldau     | –         | Ukraine    | 5:2      |
| 26. Juli | 10:00 | Little League Field   | Litauen    | –         | Ukraine    | 5:4      |
| 26. Juli | 13:00 | Little League Field   | Belgien    | –         | Tschechien | 5:8      |
| 26. Juli | 16:00 | Edward Piszek Stadium | Schweden   | –         | Moldau     | 6:4      |

##### Gruppe B
| Platz | Stadt     | Mannschaft        | W-L  |
| ----- | --------- | ----------------- | ---- |
| 1.    | Rotterdam | Rotterdam         | 4–0  |
| 2.    | Bologna   | Emilia            | 3–1  |
| 3.    | Brest     | Brest Zubrs       | 1–3  |
| 4.    | London    | London Area Youth | 1–3  |
| 5.    | Kutno     | Kutno             | 1–3  |
| DSQ   | Ramstein  | KMC American      | DSQ1 |

1 Das Team aus Ramstein/Kaiserslautern wurde disqualifiziert, da sie Spieler aus Stuttgart im Team hatten.
| Datum    | Zeit  | Stadion               | Begegnung              | Begegnung | Begegnung              | Ergebnis |
| -------- | ----- | --------------------- | ---------------------- | --------- | ---------------------- | -------- |
| 22. Juli | 09:30 | Edward Piszek Stadium | Belarus                | –         | Niederlande            | 1:8      |
| 22. Juli |       |                       | US-Deutschland         | –         | Italien                | 1:0      |
| 22. Juli | 18:00 | Edward Piszek Stadium | Polen                  | –         | Vereinigtes Königreich | 0:16     |
| 23. Juli |       |                       | US-Deutschland         | –         | Vereinigtes Königreich | 1:2      |
| 23. Juli | 13:00 | Little League Field   | Polen                  | –         | Belarus                | 5:1      |
| 23. Juli | 13:30 | Softball Field        | Niederlande            | –         | Italien                | 3:1      |
| 24. Juli |       |                       | US-Deutschland         | –         | Polen                  | −:−      |
| 24. Juli | 13:30 | Edward Piszek Stadium | Niederlande            | –         | Vereinigtes Königreich | 10:2     |
| 24. Juli | 16:30 | Edward Piszek Stadium | Italien                | –         | Belarus                | 9:0      |
| 25. Juli | 10:00 | Little League Field   | Vereinigtes Königreich | –         | Italien                | 0:11     |
| 25. Juli | 13:00 | Little League Field   | Niederlande            | –         | Polen                  | 6:0      |
| 25. Juli |       |                       | US-Deutschland         | –         | Belarus                | −:−      |
| 26. Juli | 10:00 | Edward Piszek Stadium | Polen                  | –         | Italien                | 3:16     |
| 26. Juli | 13:30 | Edward Piszek Stadium | Vereinigtes Königreich | –         | Belarus                | 2:4      |
| 26. Juli |       |                       | US-Deutschland         | –         | Niederlande            | −:−      |

#### Playoff
|  | Viertelfinale             | Viertelfinale  |               |                | Halbfinale  | Halbfinale |  |  | Finale   | Finale   |
|  |                           |                |               |                |             |            |  |  |          |          |
|  | 27. Juli                  |                |               |                |             |            |  |  |          |          |
|  | B2 Italien                | 10             |               |                |             |            |  |  |          |          |
|  | B2 Italien                | 10             | 28. Juli      |                |             |            |  |  |          |          |
|  | A3 Ukraine                | 0              |               |                |             |            |  |  |          |          |
|  | A3 Ukraine                | 0              | B2 Italien    | 1              |             |            |  |  |          |          |
|  |                           |                | B2 Italien    | 1              |             |            |  |  |          |          |
|  |                           | A1 Tschechien  | 20            |                |             |            |  |  |          |          |
|  | B4 Vereinigtes Königreich | A1 Tschechien  | 20            | 1              |             |            |  |  |          |          |
|  | B4 Vereinigtes Königreich |                |               | 1              |             |            |  |  |          |          |
|  | A1 Tschechien             | 7              |               | 29. Juli       | 29. Juli    |            |  |  |          |          |
|  | 27. Juli                  | 27. Juli       | A1 Tschechien | 1              |             |            |  |  |          |          |
|  | 27. Juli                  | 27. Juli       |               | B1 Niederlande | 7           |            |  |  |          |          |
|  | A2 Litauen                | 1              |               |                |             |            |  |  |          |          |
|  | B3 Belarus                | 2              |               |                |             |            |  |  |          |          |
|  | B3 Belarus                | 2              | B3 Belarus    | 1              |             |            |  |  |          |          |
|  |                           |                | B3 Belarus    | 1              | Trost-Spiel |            |  |  |          |          |
|  |                           | B1 Niederlande | 11            |                |             |            |  |  |          |          |
|  | A4 Belgien                | B1 Niederlande | 11            | 1              | B2 Italien  | 11         |  |  |          |          |
|  | A4 Belgien                | 28. Juli       |               | 1              | B2 Italien  | 11         |  |  |          |          |
|  | B1 Niederlande            | 5              |               | B3 Belarus     | 4           |            |  |  |          |          |
|  | B1 Niederlande            | 5              |               |                | 4           |            |  |  |          |          |
|  | 27. Juli                  | 27. Juli       |               |                |             |            |  |  | 29. Juli | 29. Juli |

### Japan
Die ersten beiden Runden fanden am 2. Juli statt, die letzten beiden Runden am 9. Juli. Alle Spiele fanden in Tokio statt.

#### Teilnehmende Teams
| Ergebnis Distrikt     | Präfektur | Stadt      | Team               |
| --------------------- | --------- | ---------- | ------------------ |
| Chūgoku Meister       | Okayama   | Kasaoka    | Kasaoka            |
| Kita-Kantō Meister    | Saitama   | Koshigaya  | Koshigaya          |
| Kanagawa Meister      | Kanagawa  | Yokohama   | Seya               |
| Kansai Meister        | Osaka     | Osaka      | Osaka Yodogawa     |
| Kansai Zweiter        | Osaka     | Osaka      | Osaka Ibaraki      |
| Higashi-Kantō Meister | Chiba     | Chiba      | Chiba City         |
| Kyūshū Meister        | Miyazaki  | Miyakonojō | Miyakonojō         |
| Hokkaidō Meister      | Hokkaidō  | Sapporo    | Sapporo Shinkotoni |
| Shikoku Meister       | Ehime     | Niihama    | Niihama            |
| Shin’etsu Meister     | Nagano    | Suzaka     | Suzaka             |
| Tōhoku Meister        | Miyagi    | Sendai     | Sendai Higashi     |
| Tōhoku Zweiter        | Yamagata  | Yamagata   | Yamagata           |
| Tōkai Meister         | Shizuoka  | Hamamatsu  | Hamamatsu Minami   |
| Tōkai Zweiter         | Mie       | Matsusaka  | Matsusaka          |
| Tokio Meister         | Tokio     | Tokio      | Tokyo Kitasuna     |
| Tokio Zweiter         | Tokio     | Chōfu      | Chōfu              |

#### Playoffs
|  | Achtelfinale       | Achtelfinale |               |                  | Viertelfinale    | Viertelfinale |  |  | Halbfinale | Halbfinale |         |         | Finale | Finale |
|  |                    |              |               |                  |                  |               |  |  |            |            |         |         |        |        |
|  | 2. Juli            |              |               |                  |                  |               |  |  |            |            |         |         |        |        |
|  | Seya (7)           | 5            |               |                  |                  |               |  |  |            |            |         |         |        |        |
|  | Tokyo Kitasuna     | 4            |               |                  | 2. Juli          | 2. Juli       |  |  |            |            |         |         |        |        |
|  | Tokyo Kitasuna     | 4            | Seya (4)      | 22               |                  |               |  |  |            |            |         |         |        |        |
|  |                    |              | Seya (4)      | 22               |                  |               |  |  |            |            |         |         |        |        |
|  | 2. Juli            | 2. Juli      |               |                  | Matsusaka        | 6             |  |  |            |            |         |         |        |        |
|  | Matsusaka (4)      | 16           |               |                  | Matsusaka        | 6             |  |  |            |            |         |         |        |        |
|  | Matsusaka (4)      | 16           |               |                  |                  |               |  |  |            |            |         |         |        |        |
|  | Kasaoka            | 5            |               |                  | 9. Juli          | 9. Juli       |  |  |            |            |         |         |        |        |
|  | Kasaoka            | 5            | Seya (8)      | 2                |                  |               |  |  |            |            |         |         |        |        |
|  |                    |              | Seya (8)      | 2                |                  |               |  |  |            |            |         |         |        |        |
|  | 2. Juli            | 2. Juli      |               | Osaka Ibaraki    | 0                |               |  |  |            |            |         |         |        |        |
|  | Osaka Ibaraki (4)  | 17           |               | Osaka Ibaraki    | 0                |               |  |  |            |            |         |         |        |        |
|  | Osaka Ibaraki (4)  | 17           |               |                  |                  |               |  |  |            |            |         |         |        |        |
|  | Sapporo Shinkotoni | 1            |               |                  | 2. Juli          | 2. Juli       |  |  |            |            |         |         |        |        |
|  | Sapporo Shinkotoni | 1            | Osaka Ibaraki | 8                |                  |               |  |  |            |            |         |         |        |        |
|  |                    |              | Osaka Ibaraki | 8                |                  |               |  |  |            |            |         |         |        |        |
|  | 2. Juli            | 2. Juli      |               |                  | Sendai Higashi   | 4             |  |  |            |            |         |         |        |        |
|  | Sendai Higashi     | 13           |               |                  | Sendai Higashi   | 4             |  |  |            |            |         |         |        |        |
|  | Sendai Higashi     | 13           |               |                  |                  |               |  |  |            |            |         |         |        |        |
|  | Chiba City         | 7            |               |                  |                  |               |  |  |            |            | 9. Juli | 9. Juli |        |        |
|  | Chiba City         | 7            | Seya          | 3                |                  |               |  |  |            |            |         |         |        |        |
|  |                    |              | Seya          | 3                |                  |               |  |  |            |            |         |         |        |        |
|  | 2. Juli            | 2. Juli      |               | Hamamatsu Minami | 14               |               |  |  |            |            |         |         |        |        |
|  | Koshigaya          | 4            |               | Hamamatsu Minami | 14               |               |  |  |            |            |         |         |        |        |
|  | Koshigaya          | 4            |               |                  |                  |               |  |  |            |            |         |         |        |        |
|  | Yamagata           | 1            |               |                  | 2. Juli          | 2. Juli       |  |  |            |            |         |         |        |        |
|  | Yamagata           | 1            | Koshigaya     | 13               |                  |               |  |  |            |            |         |         |        |        |
|  |                    |              | Koshigaya     | 13               |                  |               |  |  |            |            |         |         |        |        |
|  | 2. Juli            | 2. Juli      |               |                  | Miyakonojō       | 12            |  |  |            |            |         |         |        |        |
|  | Miyakonojō         | 2            |               |                  | Miyakonojō       | 12            |  |  |            |            |         |         |        |        |
|  | Miyakonojō         | 2            |               |                  |                  |               |  |  |            |            |         |         |        |        |
|  | Osaka Yodogawa     | 1            |               |                  | 9. Juli          | 9. Juli       |  |  |            |            |         |         |        |        |
|  | Osaka Yodogawa     | 1            | Koshigaya     | 1                |                  |               |  |  |            |            |         |         |        |        |
|  |                    |              | Koshigaya     | 1                |                  |               |  |  |            |            |         |         |        |        |
|  | 2. Juli            | 2. Juli      |               | Hamamatsu (5)    | 11               |               |  |  |            |            |         |         |        |        |
|  | Chofu (5)          | 13           |               | Hamamatsu (5)    | 11               |               |  |  |            |            |         |         |        |        |
|  | Chofu (5)          | 13           |               |                  |                  |               |  |  |            |            |         |         |        |        |
|  | Niihama            | 2            |               |                  | 2. Juli          | 2. Juli       |  |  |            |            |         |         |        |        |
|  | Niihama            | 2            | Chofu         | 1                |                  |               |  |  |            |            |         |         |        |        |
|  |                    |              | Chofu         | 1                |                  |               |  |  |            |            |         |         |        |        |
|  | 2. Juli            | 2. Juli      |               |                  | Hamamatsu Minami | 3             |  |  |            |            |         |         |        |        |
|  | Hamamatsu Minami   | 13           |               |                  | Hamamatsu Minami | 3             |  |  |            |            |         |         |        |        |
|  | Hamamatsu Minami   | 13           |               |                  |                  |               |  |  |            |            |         |         |        |        |
|  | Suzaka             | 1            |               |                  |                  |               |  |  |            |            |         |         |        |        |

### Kanada
Das Turnier fand vom 6. bis 13. August 2011 in North Vancouver, British Columbia statt.

#### Vorrunde
| Platz | Stadt                                    | Mannschaft         | W-L |
| ----- | ---------------------------------------- | ------------------ | --- |
| 1.    | Toronto (Region Ontario)                 | High Park          | 5–0 |
| 2.    | Langley (Region British Columbia)        | Langley            | 4–1 |
| 3.    | North Vancouver (Gastgeber)              | Mt. Seymour        | 3–2 |
| 4.    | Salaberry-de-Valleyfield (Region Québec) | Valleyfield        | 2–3 |
| 5.    | Calgary (Region Prärie)                  | Rocky Mountain     | 1–4 |
| 6.    | Sydney (Region Atlantik)                 | Sydney Steel Kings | 0–5 |

| Datum      | Zeit  | Stadion                    | Begegnung        | Begegnung | Begegnung | Ergebnis |
| ---------- | ----- | -------------------------- | ---------------- | --------- | --------- | -------- |
| 6. August  | 12:00 | Chris Zuehlke Jaycee Field | Ontario          | –         | Prärie    | 10:4     |
| 6. August  | 15:00 | Chris Zuehlke Jaycee Field | Québec           | –         | Atlantik  | 8:2      |
| 6. August  | 18:00 | Chris Zuehlke Jaycee Field | British Columbia | –         | Gastgeber | 10:3     |
| 7. August  | 12:00 | Chris Zuehlke Jaycee Field | Québec           | –         | Prärie    | 9:5      |
| 7. August  | 15:00 | Chris Zuehlke Jaycee Field | British Columbia | –         | Atlantik  | 2:1      |
| 7. August  | 18:00 | Chris Zuehlke Jaycee Field | Ontario          | –         | Gastgeber | 12:1     |
| 8. August  | 12:00 | Chris Zuehlke Jaycee Field | Prärie           | –         | Atlantik  | 8:4      |
| 8. August  | 15:00 | Chris Zuehlke Jaycee Field | British Columbia | –         | Ontario   | 3:4      |
| 8. August  | 18:00 | Chris Zuehlke Jaycee Field | Gastgeber        | –         | Québec    | 6:1      |
| 9. August  | 12:00 | Chris Zuehlke Jaycee Field | Atlantik         | –         | Ontario   | 1:5      |
| 9. August  | 15:00 | Chris Zuehlke Jaycee Field | British Columbia | –         | Québec    | 4:3      |
| 9. August  | 18:00 | Chris Zuehlke Jaycee Field | Gastgeber        | –         | Prärie    | 5:3      |
| 10. August | 12:00 | Chris Zuehlke Jaycee Field | Ontario          | –         | Québec    | 12:5     |
| 10. August | 15:00 | Chris Zuehlke Jaycee Field | British Columbia | –         | Prärie    | 18:4     |
| 10. August | 18:00 | Chris Zuehlke Jaycee Field | Atlantik         | –         | Gastgeber | 3:13     |

#### Playoff
|  | Halbfinale         | Halbfinale |          |                    | Finale     | Finale     |
|  |                    |            |          |                    |            |            |
|  | 12. August         |            |          |                    |            |            |
|  | 1 Ontario          | 3          |          |                    |            |            |
|  | 4 Québec           | 4          |          |                    | 13. August | 13. August |
|  |                    |            | 4 Québec | 0                  |            |            |
|  | 12. August         | 12. August |          | 2 British Columbia | 11         |            |
|  | 3 Gastgeber        | 1          |          |                    |            |            |
|  | 2 British Columbia | 2          |          |                    |            |            |
|  |                    |            |          |                    |            |            |

### Karibik
Das Turnier fand vom 9. bis 16. Juli 2011 in Charlotte Amalie, Amerikanische Jungferninseln statt.

#### Vorrunde

##### Gruppe A
| Platz | Stadt        | Mannschaft           | W-L |
| ----- | ------------ | -------------------- | --- |
| 1.    | Manatí       | Jose M. Rodriguez    | 4–0 |
| 2.    | Gastgeber    | Elrod Hendricks West | 3–1 |
| 3.    | Puerto Plata | José Tatis           | 2–2 |
| 4.    | Saint Croix  | Elmo Plaskett East   | 1–3 |
| 5.    | Saint John’s | Antigua              | 0–4 |

* Gastgeber
| Datum    | Zeit  | Stadion             | Begegnung               | Begegnung | Begegnung               | Ergebnis |
| -------- | ----- | ------------------- | ----------------------- | --------- | ----------------------- | -------- |
| 9. Juli  | 21:00 | Emile Griffith Park | St. Croix               | –         | Gastgeber               | 0:10     |
| 10. Juli | 14:00 | Emile Griffith Park | Antigua und Barbuda     | –         | Puerto Rico             | 0:17     |
| 10. Juli | 20:00 | Emile Griffith Park | Dominikanische Republik | –         | Gastgeber               | 0:2      |
| 11. Juli | 13:00 | Emile Griffith Park | Dominikanische Republik | –         | Antigua und Barbuda     | 30:0     |
| 11. Juli | 14:00 | Emile Griffith Park | Puerto Rico             | –         | St. Croix               | 13:0     |
| 11. Juli | 20:00 | Emile Griffith Park | Gastgeber               | –         | Antigua und Barbuda     | 23:0     |
| 12. Juli | 13:00 | Emile Griffith Park | Dominikanische Republik | –         | St. Croix               | 17:3     |
| 12. Juli | 20:00 | Emile Griffith Park | Gastgeber               | –         | Puerto Rico             | 2:14     |
| 13. Juli | 13:00 | Emile Griffith Park | St. Croix               | –         | Antigua und Barbuda     | 12:1     |
| 13. Juli | 17:00 | Emile Griffith Park | Puerto Rico             | –         | Dominikanische Republik | 15:8     |

##### Gruppe B
| Platz | Stadt               | Mannschaft        | W-L |
| ----- | ------------------- | ----------------- | --- |
| 1.    | Willemstad          | Pariba            | 4–0 |
| 2.    | Oranjestad          | Aruba North       | 3–1 |
| 3.    | St. Thomas          | Alvin McBean East | 2–2 |
| 4.    | Grand Cayman Island | Cayman Islands    | 1–3 |
| 5.    | Sint Maarten        | Sint Maarten      | 0–4 |

| Datum    | Zeit  | Stadion             | Begegnung      | Begegnung | Begegnung      | Ergebnis |
| -------- | ----- | ------------------- | -------------- | --------- | -------------- | -------- |
| 9. Juli  | 13:00 | Emile Griffith Park | Aruba          | –         | Curaçao        | 2:5      |
| 9. Juli  | 18:00 | Emile Griffith Park | Cayman Islands | –         | Sint Maarten   | 3:1      |
| 10. Juli | 11:00 | Emile Griffith Park | Aruba          | –         | Sint Maarten   | 6:3      |
| 10. Juli | 17:00 | Emile Griffith Park | St. Thomas     | –         | Cayman Islands | 31:2     |
| 11. Juli | 10:00 | Emile Griffith Park | Sint Maarten   | –         | Curaçao        | 2:12     |
| 11. Juli | 17:00 | Emile Griffith Park | St. Thomas     | –         | Aruba          | 1:10     |
| 12. Juli | 10:00 | Emile Griffith Park | Aruba          | –         | Cayman Islands | 24:1     |
| 12. Juli | 17:00 | Emile Griffith Park | St. Thomas     | –         | Curaçao        | 0:10     |
| 13. Juli | 10:00 | Emile Griffith Park | Curaçao        | –         | Cayman Islands | 23:0     |
| 13. Juli | 20:00 | Emile Griffith Park | St. Thomas     | –         | Sint Maarten   | 10:0     |

#### Playoff
|  | Halbfinale     | Halbfinale   |                |   | Finale   | Finale   |
|  |                |              |                |   |          |          |
|  | A1 Puerto Rico | 0            |                |   |          |          |
|  | B2 Aruba       | 4            |                |   |          |          |
|  | 15. Juli       |              |                |   |          |          |
|  |                |              | 16. Juli       |   |          |          |
|  | B2 Aruba       | 4            |                |   |          |          |
|  |                | A2 Gastgeber | 2              |   |          |          |
|  |                |              |                |   |          |          |
|  | Trost-Spiel    |              |                |   |          |          |
|  | 15. Juli       | 15. Juli     | A1 Puerto Rico | 5 |          |          |
|  | B1 Curaçao     | 7            | B1 Curaçao     | 6 |          |          |
|  | A2 Gastgeber   | 8            |                |   | 16. Juli | 16. Juli |

### Lateinamerika
Das Turnier fand vom 16. bis 23. Juli 2011 in San José, Costa Rica statt.

#### Vorrunde

##### Gruppe A
| Platz | Stadt          | Mannschaft                        | W-L |
| ----- | -------------- | --------------------------------- | --- |
| 1.    | Maracay        | Gran Maracay                      | 4–0 |
| 2.    | David          | David Doleguita                   | 3–1 |
| 3.    | San Pedro Sula | Mariners                          | 2–2 |
| 4.    | San José*      | Atlantica                         | 1–3 |
| 5.    | São Paulo      | Liga Paulista Baseball District 1 | 0–4 |

* Gastgeber
| Datum    | Zeit  | Stadion                  | Begegnung | Begegnung | Begegnung | Ergebnis |
| -------- | ----- | ------------------------ | --------- | --------- | --------- | -------- |
| 16. Juli | 12:30 | La Sabana Baseball Field | Panama    | –         | Brasilien | 12:0     |
| 16. Juli | 14:30 | La Sabana Baseball Field | Gastgeber | –         | Venezuela | 0:4      |
| 17. Juli | 09:00 | La Sabana Baseball Field | Gastgeber | –         | Panama    | 0:8      |
| 17. Juli | 12:30 | La Sabana Baseball Field | Honduras  | –         | Brasilien | 3:0      |
| 18. Juli | 12:30 | La Sabana Baseball Field | Venezuela | –         | Honduras  | 15:5     |
| 18. Juli | 14:30 | La Sabana Baseball Field | Gastgeber | –         | Brasilien | 5:4      |
| 19. Juli | 12:30 | La Sabana Baseball Field | Venezuela | –         | Panama    | 4:2      |
| 19. Juli | 14:30 | La Sabana Baseball Field | Gastgeber | –         | Honduras  | 10:11    |
| 21. Juli | 12:30 | La Sabana Baseball Field | Panama    | –         | Honduras  | 18:0     |
| 21. Juli | 14:30 | La Sabana Baseball Field | Venezuela | –         | Brasilien | 10:0     |

##### Gruppe B
| Platz | Stadt                    | Mannschaft                           | W-L |
| ----- | ------------------------ | ------------------------------------ | --- |
| 1.    | Bolívar                  | Falcon                               | 4–1 |
| 2.    | San Salvador             | FESA                                 | 4–1 |
| 3.    | Chinandega               | El Viejo                             | 3–2 |
| 4.    | Santo Domingo de Heredia | Santa Domingo De Heredia             | 3–2 |
| 5.    | Guatemala-Stadt          | Liga Pequeña de Beisbol de Guatemala | 1–4 |
| 6.    | Guayaquil                | Unidas Miraflores                    | 0–5 |

| Datum    | Zeit  | Stadion                  | Begegnung   | Begegnung | Begegnung   | Ergebnis |
| -------- | ----- | ------------------------ | ----------- | --------- | ----------- | -------- |
| 16. Juli | 09:00 | La Sabana Baseball Field | Costa Rica  | –         | Ecuador     | 9:8      |
| 16. Juli | 09:00 | La Sabana Baseball Field | Kolumbien   | –         | Guatemala   | 4:3      |
| 16. Juli | 12:30 | La Sabana Baseball Field | El Salvador | –         | Nicaragua   | 1:0      |
| 17. Juli | 09:00 | La Sabana Baseball Field | Kolumbien   | –         | Costa Rica  | 11:1     |
| 17. Juli | 09:00 | La Sabana Baseball Field | Nicaragua   | –         | Ecuador     | 16:0     |
| 17. Juli | 12:30 | La Sabana Baseball Field | Guatemala   | –         | El Salvador | 0:3      |
| 18. Juli | 09:00 | La Sabana Baseball Field | Costa Rica  | –         | Guatemala   | 1:0      |
| 18. Juli | 09:00 | La Sabana Baseball Field | Ecuador     | –         | El Salvador | 0:10     |
| 18. Juli | 12:30 | La Sabana Baseball Field | Kolumbien   | –         | Nicaragua   | 4:11     |
| 19. Juli | 09:00 | La Sabana Baseball Field | El Salvador | –         | Costa Rica  | 10:0     |
| 19. Juli | 09:00 | La Sabana Baseball Field | Ecuador     | –         | Kolumbien   | 0:10     |
| 19. Juli | 12:30 | La Sabana Baseball Field | Nicaragua   | –         | Guatemala   | 3:2      |
| 21. Juli | 09:00 | La Sabana Baseball Field | Costa Rica  | –         | Nicaragua   | 6:0      |
| 21. Juli | 09:00 | La Sabana Baseball Field | Guatemala   | –         | Ecuador     | 12:1     |
| 21. Juli | 12:30 | La Sabana Baseball Field | El Salvador | –         | Kolumbien   | 1:2      |

#### Playoff
|  | Halbfinale     | Halbfinale   |                |   | Finale   | Finale   |
|  |                |              |                |   |          |          |
|  | A1 Venezuela   | 4            |                |   |          |          |
|  | B2 El Salvador | 3            |                |   |          |          |
|  | 22. Juli       |              |                |   |          |          |
|  |                |              | 23. Juli       |   |          |          |
|  | A1 Venezuela   | 13           |                |   |          |          |
|  |                | B1 Kolumbien | 6              |   |          |          |
|  |                |              |                |   |          |          |
|  | Trost-Spiel    |              |                |   |          |          |
|  | 22. Juli       | 22. Juli     | B2 El Salvador | 2 |          |          |
|  | B1 Kolumbien   | 6            | A2 Panama      | 4 |          |          |
|  | A2 Panama      | 5            |                |   | 23. Juli | 23. Juli |

### Mexiko
Das Turnier fand vom 24. bis 30. Juli 2011 in Mexicali, Baja California statt.

#### Vorrunde

##### Gruppe A
| Platz | Stadt               | Mannschaft        | W-L |
| ----- | ------------------- | ----------------- | --- |
| 1.    | Mexicali            | Segura Social     | 6–0 |
| 2.    | Monterrey           | Mitras            | 5–1 |
| 3.    | Mexiko-Stadt        | Olmeca            | 4–2 |
| 4.    | Torreón             | Sertoma           | 3–3 |
| 5.    | Nuevo Casas Grandes | Paquime           | 2–4 |
| 6.    | Ocotlán             | Ocotlan           | 1–5 |
| 7.    | Matamoros           | Villa Del Refugio | 0–6 |

| Datum    | Zeit  | Stadion | Begegnung           | Begegnung | Begegnung           | Ergebnis |
| -------- | ----- | ------- | ------------------- | --------- | ------------------- | -------- |
| 24. Juli | 08:30 |         | Monterrey           | –         | Mexicali            | 2:16     |
| 25. Juli | 08:00 |         | Torreón             | –         | Matamoros           | 14:10    |
| 25. Juli | 08:00 |         | Mexiko-Stadt        | –         | Nuevo Casas Grandes | 9:5      |
| 25. Juli | 20:00 |         | Ocotlán             | –         | Mexicali            | 0:16     |
| 26. Juli | 08:00 |         | Monterrey           | –         | Torreón             | 6:5      |
| 26. Juli | 08:00 |         | Ocotlán             | –         | Matamoros           | 13:12    |
| 26. Juli | 17:00 |         | Torreón             | –         | Nuevo Casas Grandes | 4:3      |
| 26. Juli | 20:00 |         | Mexiko-Stadt        | –         | Mexicali            | 13:0     |
| 27. Juli | 08:00 |         | Monterrey           | –         | Matamoros           | 14:4     |
| 27. Juli | 08:00 |         | Ocotlán             | –         | Torreón             | 4:11     |
| 27. Juli | 17:00 |         | Matamoros           | –         | Nuevo Casas Grandes | 1:2      |
| 27. Juli | 17:00 |         | Ocotlán             | –         | Mexiko-Stadt        | 1:3      |
| 27. Juli | 20:00 |         | Nuevo Casas Grandes | –         | Mexicali            | 1:10     |
| 28. Juli | 08:00 |         | Monterrey           | –         | Mexiko-Stadt        | 2:0      |
| 28. Juli | 08:00 |         | Ocotlán             | –         | Nuevo Casas Grandes | 6:8      |
| 28. Juli | 17:00 |         | Matamoros           | –         | Mexiko-Stadt        | 6:18     |
| 28. Juli | 20:00 |         | Torreón             | –         | Mexicali            | 1:14     |
| 29. Juli | 08:00 |         | Monterrey           | –         | Nuevo Casas Grandes | 10:5     |
| 29. Juli | 08:00 |         | Torreón             | –         | Mexiko-Stadt        | 5:6      |
| 29. Juli | 10:00 |         | Matamoros           | –         | Mexicali            | 3:13     |
| 29. Juli | 17:00 |         | Monterrey           | –         | Ocotlán             | 14:13    |

##### Gruppe B
| Platz | Stadt         | Mannschaft           | W-L |
| ----- | ------------- | -------------------- | --- |
| 1.    | Nuevo Laredo  | Oriente              | 6–0 |
| 2.    | Guadalupe     | Epitacia Mala Torres | 5–1 |
| 3.    | Tijuana       | Municipal De Tujuana | 4–2 |
| 4.    | Ciudad Juárez | Satellite            | 2–4 |
| 5.    | Saltillo      | Saltillo             | 2–4 |
| 6.    | Guadalajara   | Guadalajara Sutaj    | 1–5 |
| 7.    | Mexiko-Stadt  | Maya                 | 1–5 |

| Datum    | Zeit  | Stadion | Begegnung     | Begegnung | Begegnung     | Ergebnis |
| -------- | ----- | ------- | ------------- | --------- | ------------- | -------- |
| 25. Juli | 08:00 |         | Guadalajara   | –         | Mexiko-Stadt  | 4:2      |
| 25. Juli | 17:00 |         | Nuevo Laredo  | –         | Tijuana       | 8:2      |
| 25. Juli | 20:00 |         | Saltillo      | –         | Ciudad Juárez | 4:0      |
| 25. Juli | 20:00 |         | Guadalupe     | –         | Tijuana       | 6:1      |
| 26. Juli | 08:00 |         | Guadalupe     | –         | Ciudad Juárez | 11:5     |
| 26. Juli | 17:00 |         | Saltillo      | –         | Mexiko-Stadt  | 0:17     |
| 26. Juli | 20:00 |         | Nuevo Laredo  | –         | Saltillo      | 13:0     |
| 26. Juli | 20:00 |         | Guadalajara   | –         | Tijuana       | 0:10     |
| 27. Juli | 08:00 |         | Guadalupe     | –         | Saltillo      | 11:0     |
| 27. Juli | 17:00 |         | Guadalupe     | –         | Guadalajara   | 9:0      |
| 27. Juli | 20:00 |         | Nuevo Laredo  | –         | Ciudad Juárez | 6:5      |
| 27. Juli | 20:00 |         | Mexiko-Stadt  | –         | Tijuana       | 2:10     |
| 28. Juli | 08:00 |         | Guadalupe     | –         | Mexiko-Stadt  | 4:3      |
| 28. Juli | 17:00 |         | Ciudad Juárez | –         | Guadalajara   | 3:0      |
| 28. Juli | 20:00 |         | Nuevo Laredo  | –         | Guadalajara   | 12:0     |
| 28. Juli | 20:00 |         | Saltillo      | –         | Tijuana       | 1:11     |
| 29. Juli | 08:00 |         | Ciudad Juárez | –         | Mexiko-Stadt  | 6:5      |
| 29. Juli | 08:00 |         | Nuevo Laredo  | –         | Guadalupe     | 8:4      |
| 29. Juli | 10:00 |         | Saltillo      | –         | Guadalajara   | 11:10    |
| 29. Juli | 10:00 |         | Ciudad Juárez | –         | Tijuana       | 1:3      |
| 29. Juli | 17:00 |         | Nuevo Laredo  | –         | Mexiko-Stadt  | 14:13    |

#### Playoff
|  | Halbfinale      | Halbfinale |             |              | Finale   | Finale   |
|  |                 |            |             |              |          |          |
|  | 30. Juli        |            |             |              |          |          |
|  | A1 Mexicali     | 12         |             |              |          |          |
|  | B2 Guadalupe    | 3          |             |              | 30. Juli | 30. Juli |
|  |                 |            | A1 Mexicali | 4            |          |          |
|  | 30. Juli        | 30. Juli   |             | A2 Monterrey | 1        |          |
|  | B1 Nuevo Laredo | 2          |             |              |          |          |
|  | A2 Monterrey    | 4          |             |              |          |          |
|  |                 |            |             |              |          |          |

### Mittlerer Osten - Afrika
Das Turnier fand vom 13. bis 16. Juli 2011 in Kutno, Polen statt.

#### Vorrunde
| Platz | Stadt   | Mannschaft           | W-L |
| ----- | ------- | -------------------- | --- |
| 1.    | Dhahran | Arabian American     | 4–0 |
| 2.    | Kampala | Rev. John Foundation | 3–1 |
| 3.    | Dubai   | Dubai                | 1–3 |
| 4.    | Durban  | Kwa Zulu Natal       | 1–3 |
| 5.    | Kuwait  | Kuwait               | 1–3 |

| Datum    | Zeit  | Stadion        | Begegnung         | Begegnung | Begegnung         | Ergebnis |
| -------- | ----- | -------------- | ----------------- | --------- | ----------------- | -------- |
| 13. Juli | 10:45 | Piszek Stadium | Arabische Emirate | –         | Südafrika         | 6:4      |
| 13. Juli | 13:00 | Piszek Stadium | Kuwait            | –         | Uganda            | 0:10     |
| 13. Juli | 16:00 | Piszek Stadium | Saudi-Arabien     | –         | Arabische Emirate | 11:1     |
| 14. Juli | 10:00 | Piszek Stadium | Uganda            | –         | Saudi-Arabien     | 2:3      |
| 14. Juli | 12:30 | Piszek Stadium | Kuwait            | –         | Südafrika         | 5:6      |
| 14. Juli | 16:00 | Piszek Stadium | Arabische Emirate | –         | Uganda            | 3:6      |
| 14. Juli | 18:30 | Piszek Stadium | Saudi-Arabien     | –         | Kuwait            | 12:0     |
| 15. Juli | 10:00 | Piszek Stadium | Uganda            | –         | Südafrika         | 12:2     |
| 15. Juli | 12:30 | Piszek Stadium | Kuwait            | –         | Arabische Emirate | 2:0      |
| 15. Juli | 15:00 | Piszek Stadium | Saudi-Arabien     | –         | Südafrika         | 3:0      |

#### Playoff
|  | Finale        |   |
|  |               |   |
|  | 16. Juli      |   |
|  | Uganda1       | 6 |
|  | Saudi-Arabien | 4 |

|  | Trost-Spiel       |   |
|  |                   |   |
|  | 16. Juli          |   |
|  | Arabische Emirate | 6 |
|  | Südafrika         | 0 |

1 Aufgrund von Diskrepanzen bei Alter und Geburtstagen bei Visainterviews in der US-Botschaft in Kampala wurden vom US State Department keine Visa für die Mannschaft aus Uganda ausgestellt. Um dennoch einen Teilnehmer aus dieser Region an den World Series zu haben, wurde die Mannschaft aus Saudi-Arabien eingeladen.